# David Prowse

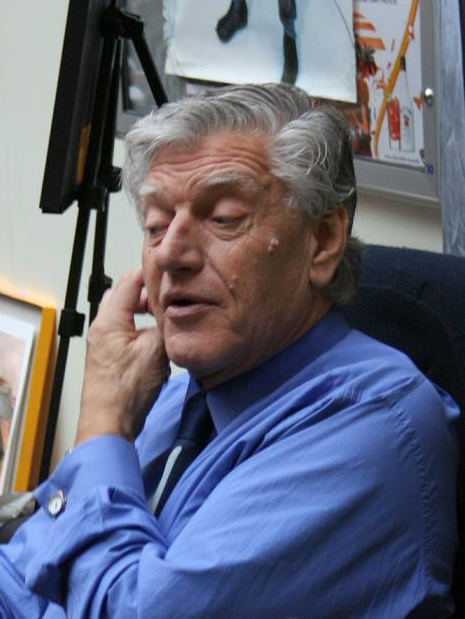
David Prowse în 2006

David Prowse MBE (n. 1 iulie 1935, Bristol, Anglia, Regatul Unit – d. 28 noiembrie 2020, Londra, Anglia, Regatul Unit) a fost  un culturist englez, halterofil și actor, cel mai bine cunoscut pentru rolul său Darth Vader, personajul din franciza Războiul Stelelor, care a avut însă vocea lui James Earl Jones.